# Dolichopeza (Nesopeza) dira
Dolichopeza (Nesopeza) dira is een tweevleugelige uit de familie langpootmuggen (Tipulidae). De soort komt voor in het Oriëntaals gebied.